# Metropolia kinszaska
Metropolia kinszaska – jedna z 6 metropolii kościoła rzymskokatolickiego w Demokratycznej Republice Konga. Została ustanowiona 10 listopada 1959 jako metropolia Léopoldville, 30 maja 1966 zmieniono nazwę na obecną. 

## Diecezje
- Archidiecezja kinszaska
  - Diecezja Boma
  - Diecezja Idiofa
  - Diecezja Inongo
  - Diecezja Kenge
  - Diecezja Kikwit
  - Diecezja Kisantu
  - Diecezja Matadi
  - Diecezja Popokabaka

## Metropolici
- Félix Scalais (1959-1964)
- kard. Joseph Albert Malula (1964-1989)
- kard. Frédéric Etsou-Nzabi-Bamungwabi (1990-2007)
- kard. Laurent Monsengwo Pasinya (2007-2018)
- kard. Fridolin Ambongo (od 2018)